# EMD GT22 Series
La serie de locomotoras EMD GT22 se introdujo por primera vez en 1972 tras el aumento de la popularidad de las locomotoras de seis ejes. La serie GT usaba camiones HTC de seis ejes, lo que permitió a la locomotora transportar cargas más pesadas a velocidades más lentas con un mínimo deslizamiento de las ruedas.
La serie GT22C también se otorgó a sí misma varias designaciones individuales según la opinión del cliente. Los sufijos estándar después de la designación del modelo eran un sufijo U o W para indicar el tipo de motores de tracción. La C indica generalmente seis camiones de eje pero debido a un seis eje ser locomotora también de gran tamaño para la mayoría de los países del segundo y del tercer mundo, EMD desarrolló el sufijo L para indicar que la locomotora fue construida con un marco Lightweight. La locomotora EMD Dash-2 también se convirtió en una opción popular para los ferrocarriles de exportación a fines de la década de 1970.
Estas designaciones podrían aplicarse a cualquier tipo de diseño de locomotoras de exportación de EMD u otro licenciatario de EMD siempre que no se modifiquen los engranajes eléctricos y mecánicos.

## Descripción general
Con la introducción del motor 645 para los modelos de exportación en 1967, los números de designación del modelo cambiaron al agregar 10 a la designación de un modelo similar (por ejemplo: el G12 ahora se convirtió en el G22). Para satisfacer las demandas de los clientes de una versión de seis ejes del popular G12, EMD fabricó la GR12, que era un poco más larga y más alta para adaptarse a los camiones Tipo-C.
Luego, EMD diseñó el modelo GT22 para acomodar el camión HT-C que se encontró por primera vez en el EMD SD45X estadounidense. Extendiendo la carrocería y aumentando la capacidad del tanque de combustible, se introdujo la serie GT22C. La producción abarcó más tiempo que la versión G22 de cuatro ejes, pero con pedidos más pequeños.
Se introdujeron varios modelos:
- GT22CW
- GT22CU
- GT22CW-2
- GT22HW-2
- GT22CUM-1
- GT22CUM-2
- GT22LC
- GT22LC-2

## GT22CW
La EMD GT22CW apareció por primera vez en 1972 y ahora llevaba un sufijo CW que indicaba que este modelo tenía seis ejes (C) y motores de tracción que podían caber desde (1435 mm) a (1676 mm) de ancho (W). Otro sufijo nuevo introducido en este modelo fue la T, que indicaba el uso de un turbocompresor.

La GT22CW encontró la mayor parte de su popularidad en Argentina, mientras que dos pedidos inusuales fueron para la Saudi Railways Organization en Arabia Saudita y la Société Nationale des Transports Ferroviaires de Argelia.

Una EMD GT22CW operada por FerroExpreso Pampeano S.A.

La producción abarcó desde julio de 1972 hasta febrero de 1988.
| Órdenes de EMD GT22CW | Órdenes de EMD GT22CW | Órdenes de EMD GT22CW                         | Órdenes de EMD GT22CW | Órdenes de EMD GT22CW    | Órdenes de EMD GT22CW                                                            |
| Constructor           | País                  | Ferrocarril                                   | Cantidad              | Números de carreteras    | Notas                                                                            |
| --------------------- | --------------------- | --------------------------------------------- | --------------------- | ------------------------ | -------------------------------------------------------------------------------- |
| GMD                   | Argelia               | Société Nationale des Transports Ferroviaires | 25                    | 060DL1 - 060DL25         |                                                                                  |
| EMD y ASTARSA         | Argentina             | Ferrocarriles Argentinos                      | 79                    | 9001 - 9064, 9201 - 9215 | 9001 - 9025 y 9201 - 9215 construido por EMD, 9026 - 9064 construido por ASTARSA |
| EMD                   | Arabia Saudita        | Saudi Railways Organization                   | 3                     | 2001-2003                |                                                                                  |

## GT22CU
La EMD GT22CU apareció por primera vez en 1972. Diseñado principalmente para el mercado de vía estrecha, el GT22CU ahora tenía un sufijo CU que indicaba que este modelo tenía seis ejes (C) y motores de tracción que podían caber desde un metro hasta (1676 mm) ancho de via (U). Otro sufijo nuevo introducido en este modelo fue la T, que indicaba el uso de un turbocompresor.

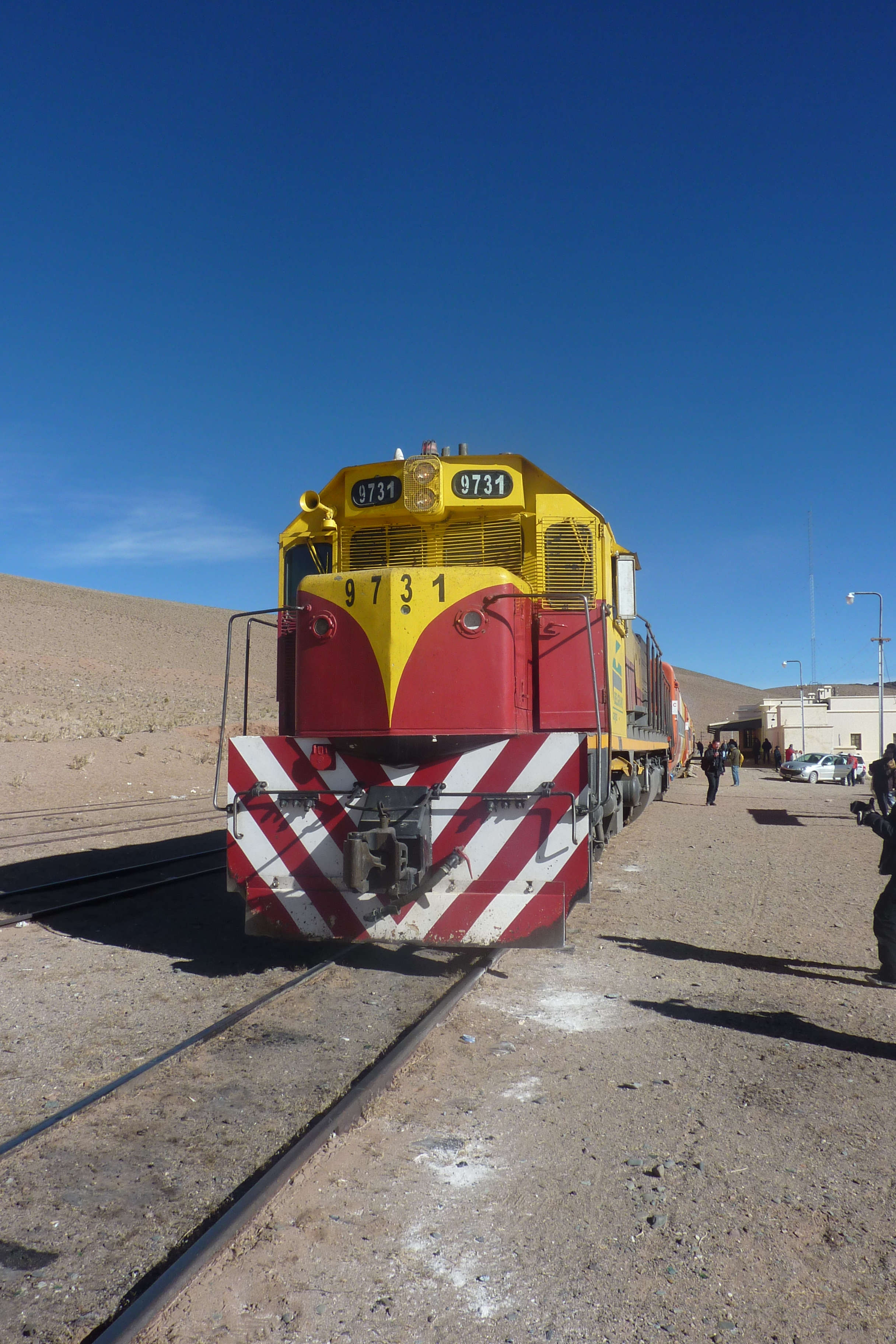
GT22CU en San Antonio de los Cobres, Argentina

El GT22CU fue adquirido por Ferrocarriles Argentinos desde junio de 1972 hasta enero de 1980.
| Órdenes de EMD GT22CU | Órdenes de EMD GT22CU | Órdenes de EMD GT22CU    | Órdenes de EMD GT22CU | Órdenes de EMD GT22CU | Órdenes de EMD GT22CU                                              |
| Constructor           | País                  | Ferrocarril              | Cantidad              | Números de carreteras | Notas                                                              |
| --------------------- | --------------------- | ------------------------ | --------------------- | --------------------- | ------------------------------------------------------------------ |
| EMD y ASTARSA         | Argentina             | Ferrocarriles Argentinos | 54                    | 9701 - 9754           | 9701 - 9720 construido por EMD, 9721 - 9754 construido por ASTARSA |

## GT22CW-2
La EMD GT22CW-2 apareció por primera vez en 1988 y ahora tenía un sufijo CW que indicaba que este modelo tenía seis ejes (C) y motores de tracción que podían caber desde rieles de calibre estándar 5 pies 6 plg (1676 mm) vías de ancho (W). Otro sufijo nuevo introducido en este modelo fue la T, que indicaba el uso de un turbocompresor. Finalmente, este modelo ahora llevaba la popular EMD Dash 2 que mejoró su confiabilidad.
La GT22CW-2 encontró la mayor parte de su popularidad en Argentina e incluso después de la disolución de Ferrocarriles Argentinos, los sucesores de esa empresa continuaron comprando más GT22CW-2.
La producción abarcó desde marzo de 1988 hasta diciembre de 1997.
| Órdenes de EMD GT22CW-2 | Órdenes de EMD GT22CW-2 | Órdenes de EMD GT22CW-2     | Órdenes de EMD GT22CW-2 | Órdenes de EMD GT22CW-2   | Órdenes de EMD GT22CW-2 | Órdenes de EMD GT22CW-2 |
| Constructor             | País                    | Ferrocarril                 | Cantidad                | Números de carreteras     | Notas |                         |
| ----------------------- | ----------------------- | --------------------------- | ----------------------- | ------------------------- | --- | ----------------------- |
| ASTARSA                 | Argentina               | Ferrocarriles Argentinos    | 25                      | 9065 - 9089               | |                         |
| EMD                     | Argentina               | Línea San Martín            | 5                       | A913 hasta A917           | Calibrado a (1676 mm) 12-645E3C - Fecha de construcción 1997                                                               |                         |
| EMD                     | Argentina               | Línea Roca                  | 10                      | A908 a A912 y A918 a A922 | Calibrado a (1676 mm) 12-645E3C - Fecha de construcción 1997                                                               |                         |
| HDRS                    | Corea del Sur           | Compañía de cemento Hyundai | 1                       | Desconocido               | Construido por Hyundai Rolling Stock Co., más tarde conocido como Hyundai Precision (el sucesor actual es: Hyundai Rotem ) |                         |

## GT22HW-2
La GT22HW-2 fue una desviación de la producción estándar de la Serie GT22, ya que era un modelo personalizado diseñado para cumplir con las condiciones de Yugoslavia. Esta locomotora multipropósito se introdujo con un turbocompresor (T), Head End Power (H) para uso de pasajeros y EMD Dash-2 Electronics (-2, con una disposición de eje A1A-A1A. Debido a la apariencia compacta de la locomotora, la longitud se acortó 1,25 pies (381 mm) de un GT22CW-2 normal. Treinta y cuatro de estas locomotoras fueron fabricadas por Đuro Đaković entre febrero de 1981 y agosto de 1984. Dado que Yugoslavia tenía varios idiomas derivados de las etnias del país, las locomotoras recibieron cuatro variaciones de letras diferentes:
| Órdenes de EMD GT22HW-2 | Órdenes de EMD GT22HW-2 | Órdenes de EMD GT22HW-2  | Órdenes de EMD GT22HW-2 | Órdenes de EMD GT22HW-2 | Órdenes de EMD GT22HW-2 |
| Constructor             | País                    | Ferrocarril              | Cantidad                | Números de carreteras   | Notas |
| ----------------------- | ----------------------- | ------------------------ | ----------------------- | ----------------------- | --- |

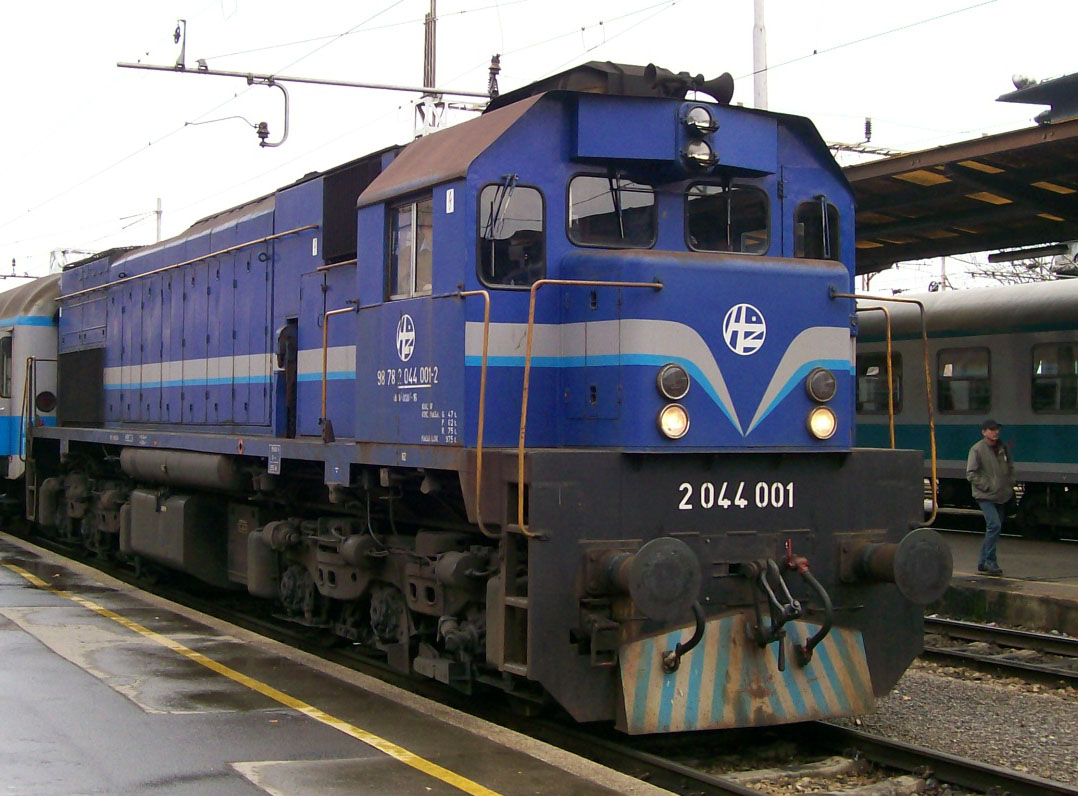
Hrvatske Željeznice ĐĐ GT22HW-2 #2044.001

| Đuro Đaković            | Yugoslavia              | Ferrocarriles yugoslavos | 34                      | 645.001 - 645.034       | .001 - .030 tienen las letras JUGOSLAVENSKE ŽELJEZNICE (croata) .031 - .032 tienen las letras ЈУГОСЛОВЕНСКЕ ЖЕЛЕЗНИЦE (cirílico serbio) .033 - .034 tienen las letras JUGOSLOVENSKE ŽELEZNICE - HEKURUDHAT JUGOSLLAVE (serbio, latín / albanés) |

## GT22CUM
Presentada por primera vez en enero de 1982, la serie GT22CUM eran una potente locomotora monomotor con un peso ligero por eje. Diseñada exclusivamente para la RFFSA por Equipamientos Villares S.A. La GT22CUM ahora llevaba un sufijo CU, indicando que este modelo tenía seis ejes (C) y motores de tracción que podían caber desde un metro hasta (1676 mm) ancho de vía (U). Se introdujeron dos designaciones personalizadas para esta locomotora: M para ancho de vía (1000 mm) y -1 / -2 para indicar un modelo de Tipo 1 o Tipo 2.
- El Tipo 1 se distingue por no incluir un depósito de aire en ambos lados de la carrocería.
- El Tipo 2 se distingue por una nariz extendida y un depósito de aire a ambos lados de la carrocería.

| Órdenes de EMD GT22CUM-1 / GT22CUM-2 | Órdenes de EMD GT22CUM-1 / GT22CUM-2 | Órdenes de EMD GT22CUM-1 / GT22CUM-2 | Órdenes de EMD GT22CUM-1 / GT22CUM-2                 | Órdenes de EMD GT22CUM-1 / GT22CUM-2 | Órdenes de EMD GT22CUM-1 / GT22CUM-2 | Órdenes de EMD GT22CUM-1 / GT22CUM-2 |
| Constructor                          | País                                 | Modelo                               | Ferrocarril                                          | Cantidad                             | Números de carreteras                | Notas                                |
| ------------------------------------ | ------------------------------------ | ------------------------------------ | ---------------------------------------------------- | ------------------------------------ | ------------------------------------ | ------------------------------------ |
| EVSA                                 | Brasil                               | GT22CUM-1                            | Rede de Viação Paraná-Santa Catarina ( RFFSA )       | 30                                   | 2501-2530                            |                                      |
| EVSA                                 | Brasil                               | GT22CUM-1                            | Viação Férrea do Rio Grande do Sul ( RFFSA )         | 22                                   | 6451 - 6472                          |                                      |
| EVSA                                 | Brasil                               | GT22CUM-2                            | Rede Ferroviária Federal Sociedade Anônima ( RFFSA ) | 10                                   | 4653 - 4662                          |                                      |

Todas las subsidiarias de la RFFSA se consolidaron en 1983 con la introducción del Sistema SIGO por parte del gobierno federal.

## GT22LC
Cuando la mayoría de los ferrocarriles del segundo y tercer mundo no podían operar los EMD GT22 estándar debido a su peso, EMD introdujo la GT22LC, que es lo mismo que una GT22C, pero ahora incorporando un marco mucho más ligero (L) para manejar condiciones más duras de lo normal mientras todavía está equipado con un turbocompresor. Debido al marco liviano, los sufijos U o W ya no se aplican ya que fue diseñada para manejar cualquier ancho de vía al que se le aplica a la locomotora.
La producción se extendió desde febrero de 1985 hasta agosto de 1986.
| Órdenes de EMD GT22LC | Órdenes de EMD GT22LC           | Órdenes de EMD GT22LC                         | Órdenes de EMD GT22LC | Órdenes de EMD GT22LC | Órdenes de EMD GT22LC                                       |
| Constructor           | País                            | Ferrocarril                                   | Cantidad              | Números de carreteras | Notas                                                       |
| --------------------- | ------------------------------- | --------------------------------------------- | --------------------- | --------------------- | ----------------------------------------------------------- |
| GMD                   | Botswana                        | Ferrocarriles de Botswana                     | 20                    | D013 - D032           |                                                             |
| GMD                   | República Democrática del Congo | Société Nationale des Chemins de Fer du Congo | 8                     | CC501 - CC508         | El esquema de pintura es el mismo que el pedido SNTF GT22CW |

## GT22LC-2
Básicamente lo mismo que la GT22LC, la GT22LC-2 ahora agregó EMD Dash-2 Electronics mientras conserva un turbocompresor. Debido a la estructura Lightweight, la U o sufijos W ya no se aplican.

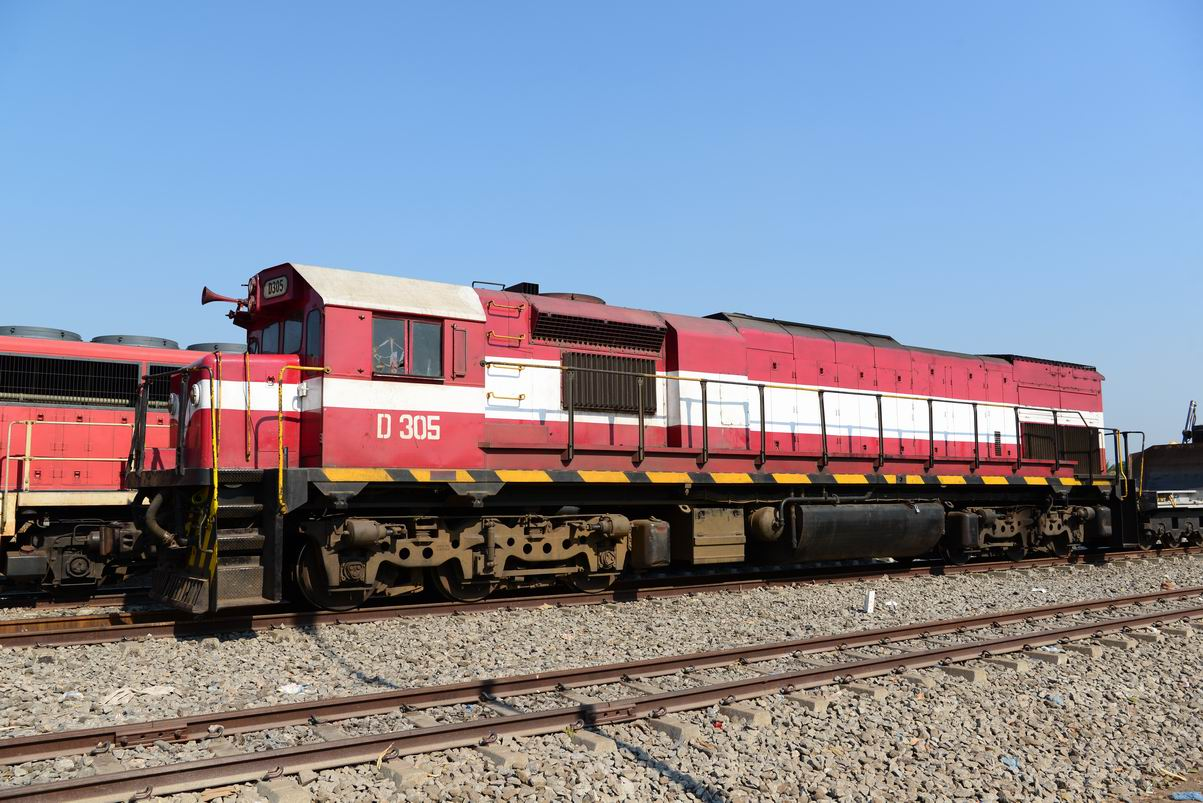
Una D-305 (tipo GT22LC-2) el 23 de agosto de 2018 en la estación Caia (Mozambique)

La producción se extendió desde noviembre de 1981 hasta noviembre de 1996.
| Órdenes de EMD GT22LC-2 | Órdenes de EMD GT22LC-2 | Órdenes de EMD GT22LC-2                                                       | Órdenes de EMD GT22LC-2 | Órdenes de EMD GT22LC-2 | Órdenes de EMD GT22LC-2           | Órdenes de EMD GT22LC-2                                                                  |
| Constructor             | País                    | Ferrocarril                                                                   | Cantidad                | Calibre                 | Números de carreteras             | Notas                                                                                    |
| ----------------------- | ----------------------- | ----------------------------------------------------------------------------- | ----------------------- | ----------------------- | --------------------------------- | ---------------------------------------------------------------------------------------- |
| GMD                     | Costa de Marfil         | Régie des Chemins de Fer Abidjan-Níger                                        | 25                      | 1000 mm (3' 32/5")      | CC2201 - CC2225                   | RAN generalmente con letras                                                              |
| GMD                     | Mali                    | Régie du Chemin de fer du Mali                                                | 8                       | 1000 mm (3' 32/5")      | CC2283 - CC2290                   |                                                                                          |
| GMD                     | Mozambique              | Portos e Caminhos de Ferro de Moçambique                                      | 10                      | 1067 mm (3' 6")         | D301 - D310                       | Equipada con Cowcatchers de hoy en día                                                   |
| Henschel & Son          | Nigeria                 | Corporación de Ferrocarriles de Nigeria                                       | 10                      | 1067 mm (3' 6")         | 1901-1910                         |                                                                                          |
| EMD                     | Senegal                 | Société d'Exploitation Ferroviaire des ICS (Indistruies Chimiques du Sénégal) | 4                       | 1000 mm (3' 32/5")      | 2461–2464                         |                                                                                          |
| EMD y GMD               | Senegal                 | Société Nationale des Chemins de fer du Sénégal                               | 11                      | 1000 mm (3' 32/5")      | CC2476 - CC2477 y CC2481 - CC2489 | CC2476, CC2477 y CC2481 - CC2484 construido por GMD y CC2484 - CC2489 construido por EMD |
| EMD y GMD               | Zimbabue                | Ferrocarriles Nacionales de Zimbabue                                          | 61                      | 1067 mm (3' 6")         | 1001–1061                         | 1001-1035 construida por EMD y 1036-1061 construida por GMD                              |